# Janiralata obliterata
Janiralata obliterata is een pissebed uit de familie Janiridae. De wetenschappelijke naam van de soort is voor het eerst geldig gepubliceerd in 1972 door Kussakin.